# La Valldora
La Vall d'Ora, també coneguda com a la Valldora, és un veïnat del municipi de Navès (el Solsonès), situat al límit d'aquesta comarca amb la del Berguedà. Constitueix una de les nou entitats de població que té el municipi.
Emmarcada per les serres dels Bastets, de Busa i de Travil, en l'actualitat és un petit nucli disseminat de poques cases i de camps envoltats de boscos de pi roig, alzines i roures.
L'Aigua d'Ora, el riu que en creua el territori, passa pel costat del monestir de Sant Pere de Graudescales, romànica del segle x. Aquest riu dona força a les moles de dos molins fariners encara actius, que generen electricitat per a tres cases del veïnat.
La Vall d'Ora ha estat identificada com una de les possibles localitzacions del castell d'Aura on va morir Guifré el Pilós en batalla contra Llop Ibn Muhammad, senyor musulmà de Lleida, durant la ràtzia de 897.

## Demografia
| Evolució demogràfica |            |            |            |                   |                   |                   |       |
| Any                  | Nucli urbà | Nucli urbà | Nucli urbà | Poblament dispers | Poblament dispers | Poblament dispers | Total |
| Any                  | Homes      | Dones      | Total      | Homes             | Dones             | Total             | Total |
| 2000                 | 0          | 0          | 0          | 11                | 9                 | 20                | 20    |
| 2001                 | 0          | 0          | 0          | 9                 | 9                 | 18                | 18    |
| 2002                 | 0          | 0          | 0          | 10                | 8                 | 18                | 18    |
| 2003                 | 0          | 0          | 0          | 10                | 7                 | 17                | 17    |
| 2004                 | 0          | 0          | 0          | 9                 | 6                 | 15                | 15    |
| 2005                 | 0          | 0          | 0          | 8                 | 8                 | 16                | 16    |
| 2006                 | 0          | 0          | 0          | 8                 | 8                 | 16                | 16    |
| 2007                 | 0          | 0          | 0          | 10                | 8                 | 18                | 18    |
| 2008                 | 0          | 0          | 0          | 10                | 8                 | 18                | 18    |
| Font: INE            |            |            |            |                   |                   |                   |       |